# Huérmeces
Huérmeces ist ein nordspanischer Ort und eine Gemeinde (municipio) mit nur noch 153 Einwohnern (Stand: 2024) im Norden der Provinz Burgos in der Autonomen Gemeinschaft Kastilien-León.

## Lage und Klima
Der Ort Huérmeces liegt in der Iberischen Meseta am Río Úrbel, einem Nebenfluss des Río Arlanzón, etwa 27 km (Fahrtstrecke) nordwestlich von Burgos in einer Höhe von etwa 880 m. Das Klima im Winter ist oft rau, im Sommer dagegen eher gemäßigt und warm; Regen (ca. 645 mm/Jahr) fällt überwiegend im Winterhalbjahr.

## Bevölkerungsentwicklung
| Jahr      | 1857 | 1900 | 1950 | 2000 | 2018 |
| Einwohner | 413  | 398  | 338  | 157  | 136  |

Die Mechanisierung der Landwirtschaft und die Aufgabe bäuerlicher Kleinbetriebe führten seit den 1950er Jahren zu einem Mangel an Arbeitsplätzen und zu einem deutlichen Rückgang der Einwohnerzahlen (Landflucht).

## Wirtschaft
Huérmeces war jahrhundertelang ein sich selbst versorgendes Bauerndorf, in welchem sowohl Feldwirtschaft als auch Viehzucht betrieben wurde. Am Río Úrbel gab es mehrere Getreidemühlen. An der Grenze zur Nachbargemeinde Valle de Santibáñez wurde im Jahr 2008 ein Windpark (Parque Eólico Páramo de Vega) in Betrieb genommen.

## Geschichte

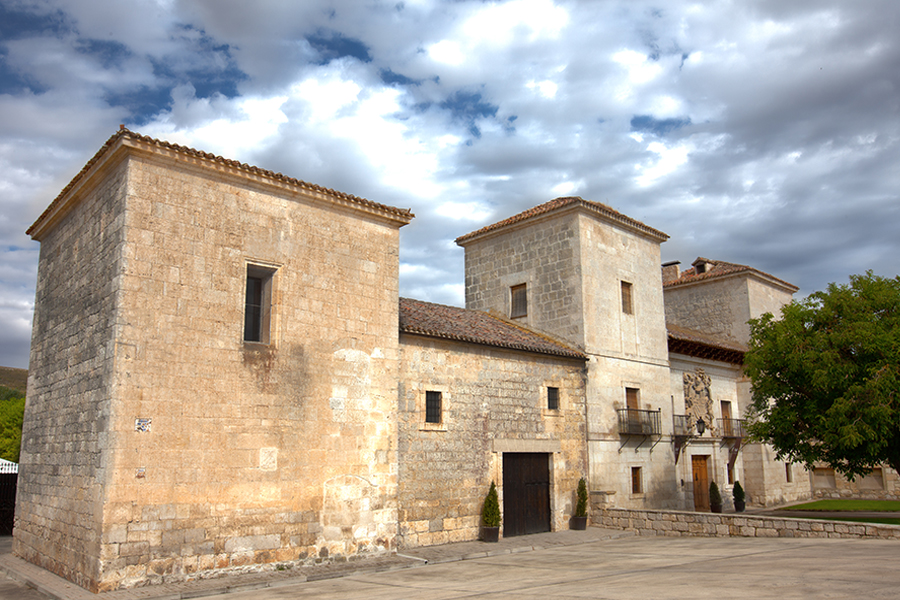
Huérmeces – Palacio

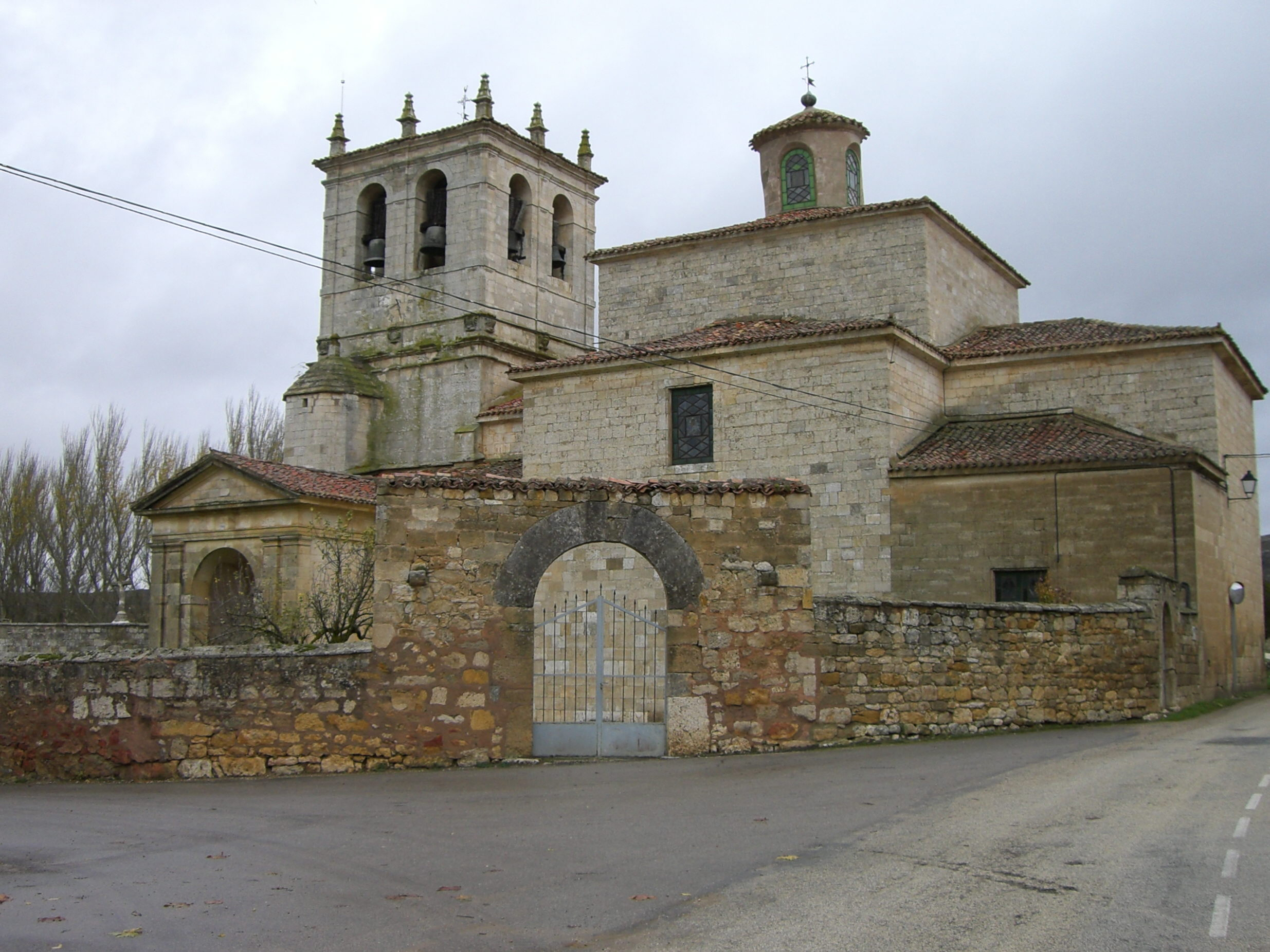
Huérmeces – Iglesia de San Juan Bautista

In der Umgebung wurde prähistorische und keltiberische Kleinfunde entdeckt. Aus römischer, westgotischer und islamischer Zeit fehlen entsprechende Zeugnisse. Im 8. und frühen 9. Jahrhundert befand sich die Gegend unter islamischem Einfluss, doch wurde das Gebiet wegen des ungewohnt rauen und regnerischen Klimas von den Berbern weder dauerhaft besiedelt noch verteidigt. Ende des 9. Jahrhunderts erhielt der kastilische Graf Diego Rodríguez Porcelos von König Alfons III. von Asturien den Auftrag zur Wiederbesiedlung (repoblación) des entvölkerten Landes. Nach oder etwa gleichzeitig mit der Gründung von Burgos (884) dürfte auch Huérmeces entstanden sein. Im Jahr 1124 wird der Ortsname Gormeces erstmals urkundlich erwähnt.

## Sehenswürdigkeiten
- Der – bis auf das Portal – im Äußern eher schlichte Palacio de los Fernández-Zorrilla entstand in der Zeit um 1700. Er dient heute als Veranstaltungsort.[6]
- Die im 18. Jahrhundert erbaute dreischiffige Iglesia de San Juan Bautista ist Johannes dem Täufer geweiht. Im Innern wird die überkuppelte Vierung durch eine Laterne belichtet. Beeindruckend ist der vielfigurige Hauptaltar, in dessen Zentrum Johannes der Täufer steht; links davon die Szene der Taufe Christi, rechts die Enthauptung Johannes des Täufers. Der romanische Taufstein (pila bautismal) stammt noch aus der mittelalterlichen Vorgängerkirche.[7]
- Ein Brunnen (fuente) mit angeschlossenem Waschplatz (lavadero) bzw. Viehtränke (abrevadero) steht am Ortsrand.
- Die Ruine des Torre de los Duques de Abrantes steht ebenfalls am Ortsrand. Bis zum Beginn des 20. Jahrhunderts war das Bauwerk mit seinen knapp 2 m dicken Bruchsteinmauern noch relativ gut erhalten.[8]